# Маргита Херцл
Маргита Херцл (Суботица, 27. фебруар 1900 – Чемерница, јануар 1942) је била специјалиста за дечије болести, борац за еманципацију жена и њихова права. Као лекар учествовала је у Народноослободилачкој борби.

## Биографија
Рођена је 1900. године у Суботици као прво дете (од укупно троје) од мајке Арабеле Ајхнер (Eichner Arabella), по занимању домаћица (На мађарском говорном подручју су жене склапањм брака губиле своје лично име и презиме и преузимале супругово на које се додавао прилепак né. Тако се мајка Маргита Херцл презивала Herczl Vilmosné. Све до седамдесетих година прошлог века ово је била обавезна пракса и законска регулатива ) и оца Вилмоша (или Вилима) Херцла (Herczl Vilmos) по занимању трговца колонијалном робом. Породица је увећана за још двоје дјеце: Ружу (1904) и Михајла (1907).
Мултикултурна и мултиконфесионална средина у којем је одрастала засигурно је утицала на формирање њеног идентитета, нарочито имплицитни антисемитизам којем је била изложена. У време када Маргита Херцл треба да почне да студира, тачније по завршетку Првог светског рата (1919), Суботица улази у састав Краљевине Југославије; сада су се промениле и друштвено-политичке околности свакодневног живота, које се тичу званичног става према јеврејском живљу и његовог права и „новог“ језика у званичној употреби - српскохрватског. Њен отац је у Суботици отворио продавницу мјешовите робе.. 

### Школовање
У Суботици завршава 4. разреда Женске практичне школе при школи за школовање учитеља и Државну женску грађанску школу (мађ. Мagyar királyi állami polgári leány iskola) коју је похађала од  1910. до 1914. Сведочанства завршених разреда показују да је настава била на мађарском језику, да је Маргити за матерњи језик уписан управо тај језик (мађарски), да је у шкoли изучавала немачки језик и да је била веома добра ученица. Осим рачуна, геометрије, аритметике, земљописа, краснописа, Маргита је учила певање, сликање, цртање и ручни рад. Српскохрватски је научила у свакодневној комуникацији. Маргита је од најранијих дана располагала разноврсним инвентаром знања и вештина (нарочито језичких) који су обликовали њен осећај за другост и за оне који/е имају мање друштвене моћи.
За касније школовање до одласка на факултет у Беч недостаје архивска грађа у родној Суботици. С обзиром да је ову школу завршила са 14 година, морала се школовати даље, јер је то био предуслов за студије медицине. Студирала је на Медицинском факултету у Бечу, а 19. октобра 1928. положила специјализацију за дечије болести.
По завршетку студија враћа се у Суботицу где ради на месту шефице Дечије поликлинике.. То је било Одељење за дечије болести при Бесплатној државној амбуланти.. Лекарски позив је у свим земљама Европе био први доступан Јеврејима, а у Суботици је између два светска рата „лекарски сталеж био део малобројне интелектуалне елите“.

### Рад и активизам у Бањој Луци
Само две године након завшетка специјализације, тачније 31. маја 1930. године др Херцл напушта Суботицу и наставља докторску каријеру у Бањој Луци. Прави разлог овог премештања данас није познат. Полаже и Државни стручни испит при Краљевској Бачкој управи пред стручном комисијом. Лекарски посао обавља у Хигијенском заводу у Бањој Луци. Др Вујичић, старешина др Херцл, оценио ју је оценом врло добар и сматрао је марљивом, поузданом и да успешно обавља своје дужности. Током лекарске каријере налазила се на руководећим функцијама у Дечијој поликлиници Хигијенског завода (мада своју децу није имала), а касније и у Одељењу за заштиту мајке и детета. Истовремено ради у опоравилишту на Озрену.
Др Херцл је значајна за развој медицине и лекарске праксе у Бањој Луци, јер је била међу првим лекаркама које су отвориле своју приватну ординацију у овом граду. Иако је била специјалисткиња за дечије болести, у својој ординацији је пружала и услугу уметног сунчања са кварц лампом, што је тада било новина за Бању Луку. Активно је учествовала у раду Лекарске коморе у Бањој Луци, односно Лекарске коморе Врбаске бановине.
Од посебног је значаја њен активизам у бањалучком Женском покрету: при оснивању 1. септембра 1935. године изабрана је за једну од чланица Управног одбора (За председницу Месне организације Женског покрета у Бањој Луци изабрана је супруга судије Ладића, за секретарицу Боса Љубоја, а у управу су изабране Ружа Ољача, Марина Поповић (председница Надзорног одбора), Беба Мандровић Биргер, Ева Шмит, Катица Сарафин и Анка Поповић. Девојке и жене тог времена у Женски покрет доводи свест о неравноправности и економској дискриминацији пошто нису добијале исту плату као мушкарци, посебно ако су у браку. Женском покрету се прикључују бројне младе интелектуалке, раднице, девојке из угледних породица, па чак и девојке које су носиле зар. Учитељице су биле међу најбројнијим чланицама, нарочито након усвајања амандмана на Закон о основним школама (1937), по коме су учитељице могле да остану у служби једино уколико се венчају са учитељима. Бањалучки Женски покрет држи бројне курсеве и предавања, од којих су посебно значајни они за описмењавање жена, курсеви дактилографије, стенографије, кројења и шивења којима стичу основно знање за започињање самосталне професије.
Др Херцл се ангажује и у Црвеном крсту, тачније у Секцији подмлатка Врбаског бановинског одбора Друштва Црвеног крста (Подмладак Црвеног крста била је хуманитарна организација, која је имала за циљ да пружи помоћ сиромашним ученицима и ученицама, нпр. оброцима у народној кухињи). Секција од 1933. године организује прославу Дана мајки, у оквиру које је и свечана академија у Банском двору посвећена улози мајке у друштву. На једној од свечаних академија др Херцл држи говор и тада истиче значај мајки и прославе Дана мајки. Под покровитељством Црвеног крста др Херцл води курс за будуће мајке у просторијама бањолучке гимназије, у периоду 7. марта до 12.априла школске 1939/40. године.

### Други свјетски рат
Спој женског активизма и лекарске праксе др Херцл проширује и антифажистичким деловањем – постаје партизанка децембра 1941. године Напуштање Бање Луке правда наводним одласком на одмор у Загреб. Дана 14. јануара 1942. отпуштена је из службе . Жупска редарствена област у Бањој Луци распиује за њом потерницу 14. фебруара 1942. Управитељ Жупске редарствене области у Бањој Луци, др Иво Громс упућује 20. јула 1942. Заштитном редарству Бањалука попис грађана Бањалуке који су се одметнули у шуму на ком је била и Маргита.
Др Даница Перовић у чланку „Развој санитетске службе у Централној Босни 1941–1944. године“ поделила је сећање на др Херцл: „Она је била мађарска Јеврејка, прва од лекара који су пошли у борбу 1941. године из Бањалуке. Постављена је на дужност управника Одредске болнице у Чемерници. Чемерница је неприступачна, висока и хладна планина у углу између Угра и Врбаса, зими завејана високим снегом, пуна вукова и медведа...“. Описала је др Херцл на следећи начин: „Управник болнице др Херцл била је мирна и тиха, радила је само у болници. На терен је ретко излазила. Према рањеницима била је пажљива, често је питала докле ће ово трајати, када ће се рат свршити и када ћемо се ослободити. Она је подучавала у завијању и њези рањеника.“ У јануару 1942. године четничка војска напада болницу у којој је др Херцл радила. Гину скоро сви рањеници и болесници и део болничког особља - међу њима и докторка Маргита Херцл. Данас се име др Маргите Херцл налази уклесано на спомен плочи Војномедицинске академије у Београду.